# Beaglichthys
Beaglichthys is een geslacht van straalvinnige vissen uit de familie van naaldvissen (Bythitidae).

## Soorten
- Beaglichthys bleekeri Schwarzhans & Møller, 2007
- Beaglichthys larsonae Schwarzhans & Møller, 2007
- Beaglichthys macrophthalmus Machida, 1993